# Петро Хрисолог
Петро Хрисолог (бл. 380, Імола, Болонья, Італія — 31 липня 450, там само) — римо-католицький богослов, Учитель церкви. Включений в число святих католицької церкви, день пам'яті — 30 липня. Про життя Петра Хрісолога відомо лише кілька фактів. Прийняв християнство в зрілому віці, у 433 році був призначений єпископом в Равенні, потім став митрополитом. Його проповіді звернені до містян процвітаючого торгового міста. Петра вважають довіреною особою папи римського Лева I. Похований у соборі Імола.

## Праці
- Поучительные слова. ч.1. 1794
- Поучительные слова. ч.2. 1794